# Westlife
Westlife ist eine irische als Boygroup gestartete Band. Sie formierte sich im Sommer 1998 unter Mitwirkung des Musikproduzenten Louis Walsh. Mit balladesken Popsongs stiegen Westlife insbesondere in ihrem Heimatland und in Großbritannien zu einer äußerst erfolgreichen Band auf. Weltweit wurden bislang über 55 Millionen Tonträger der Band verkauft. 1999 gab Ronan Keating der Band als etablierter irischer Künstler Starthilfe als Co-Manager. Im Oktober 2011 wurde eine anstehende Trennung bekanntgegeben. Das zunächst letzte gemeinsame Konzert fand schließlich im Juni 2012 im Croke Park Stadion in Dublin nach einer Abschiedstournee statt. Am 3. Oktober 2018 gab die irische Band über die sozialen Medien ihre Reunion nach 6 Jahren Pause bekannt.

## Bandgeschichte
Die größten Erfolge (Uptown Girl, Flying Without Wings, You Raise Me Up) hatten Westlife in England, wo sie zwischen 1999 und 2006 insgesamt 14 Mal auf Platz 1 der Singlecharts landeten. Ein Rekord, der nur von Elvis Presley, den Beatles und Cliff Richard übertroffen wird.
Da sie mit der Debütsingle Swear It Again und den sechs folgenden Singles jeweils bereits in der ersten Woche an die Spitze der UK-Charts schossen, erhielten sie einen Eintrag ins Guinness-Buch der Rekorde. In Deutschland konnten Westlife nur wenige Charterfolge verbuchen, ihre Version von Uptown Girl ist der einzige Top-10-Erfolg in den deutschen Singlecharts.
Ende November 2004 brachten sie ihr sechstes Album Allow Us to Be Frank auf den Markt. Dieses Album hat den Stil eines Rat-Pack-Albums und enthält gecoverte weltberühmte Songs aus den 1950er Jahren wie zum Beispiel Fly Me to the Moon, When I Fall in Love oder Mack the Knife. Das siebte Album Face to Face besteht hauptsächlich aus Popballaden, unter anderem dem Stück When You Tell Me That You Love Me, einem Duett mit Diana Ross, und You Raise Me Up, der auch als Titelmelodie für den deutschen Flutkatastrophenfilm Die Sturmflut diente. Im Jahr 2006 kam ihr achtes Album mit dem Titel The Love Album, ebenfalls mit gecoverten Liedern auf den Markt.
Nach dem Ende der The Love Tour im Frühjahr 2007 produzierte die Band ein weiteres Studioalbum. Ihr neuntes Album Back Home, das in Deutschland und Österreich im November 2007 erschien, wurde in Dublin, London und Stockholm aufgenommen. Darin enthalten ist die gecoverte Version der Single Home, die Michael Bublé 2005 veröffentlichte. In Großbritannien stieg die Single auf Platz 3 der Charts ein. Das Album debütierte auf Platz 1 der UK-Album-Charts. Die Single-Version von Home war die Titelmelodie der deutschen Pro7-Show Stars auf Eis. Weitere Singles des Albums sind Us Against the World und Something Right.
Bis ins Jahr 2008 veröffentlichten Westlife neun Alben und verkauften 40 Millionen Platten. Am 1. Juni 2008 feierten sie ihr zehntes Jubiläum und füllten das Croke-Park-Stadion in Dublin mit 82.000 Fans; laut den Bandmitgliedern war dieses Konzert das größte Ereignis ihrer Karriere. Anschließend nahmen sich Westlife eine einjährige Pause.
Im November 2009 erschien ihr Album Where We Are. Es enthält ausschließlich Neukompositionen, abgesehen von der ausgekoppelten Single What About Now (im Original von Daughtry).

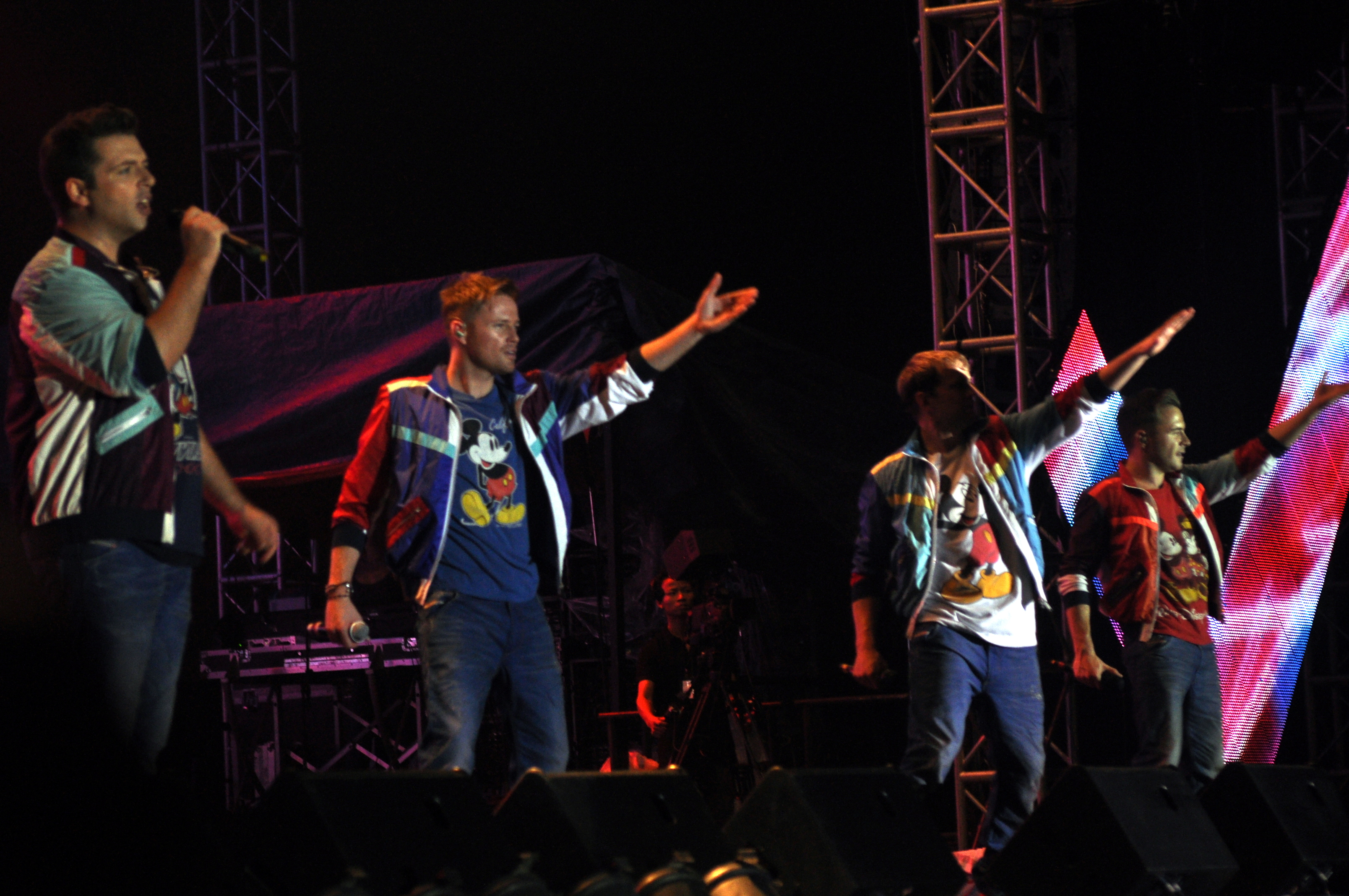
Westlife während ihrer Gravity Tour im Oktober 2011 in Hanoi, Vietnam

Im November 2010 erschien ihr aktuelles Album Gravity, mit dem sie 2011 auf Tour gingen.
Im Oktober 2011 gaben Westlife bekannt, dass sie sich mit dem nächsten Album The Greatest Hits und einer Abschlusstour 2012 von ihren Fans verabschieden. Nach dieser Tour trennten sich Westlife, und die Mitglieder widmeten sich danach anderen Projekten.
Am 3. Oktober 2018 gaben Westlife ihr Comeback bekannt. Im Frühjahr und Sommer 2019 folgte die Comeback-Tour, zunächst in Irland und UK.
Besonderes
- Die Band trat beim Weihnachtskonzert des Vatikans im Jahr 2001 auf.[3]
- Westlife traten bei der Hochzeit des englischen Fußballspielers Wayne Rooney und seiner Frau Coleen McLoughlin auf.[4]
- Am 16. Juni 2008 veröffentlichte die Band anlässlich ihres zehnjährigen Bestehens eine Autobiografie, die unter dem Titel „Westlife. Our Story“ bei HarperCollins erschien (ISBN Hardback 978-0-00-728812-0, ISBN Paperback 978-0-00-728813-7). Eine deutsche Übersetzung erschien im gleichen Jahr bei Trolsen (ISBN 978-3-9812649-0-6).
- Shane Filan und Mark Feehily beteiligten sich 2010 an dem Benefizprojekt Helping Haiti.
- Am 19. Mai 2011 trat die Band bei dem Besuch der Queen in Dublin auf.[5]
- Am 23. Mai 2011 trat die Band bei der Willkommensfeier für US-Präsident Barack Obama in Dublin auf.[6]

## Mitglieder
- Nicky Byrne (Nicholas Bernard James Adam, * 9. Oktober 1978 in Dublin) wollte vor seiner Karriere als Sänger Profifußballer beim englischen Club Leeds United werden. Tatsächlich hat er im Jahr 1997 insgesamt 11 Mal für den irischen Zweitligisten Cobh Ramblers gespielt. Byrne heiratete 2003 seine Jugendliebe Georgina Ahern, die Tochter des ehemaligen irischen Ministerpräsidenten Bertie Ahern. Die beiden haben Zwillingssöhne und eine Tochter.

- Shane Filan (Shane Steven, * 5. Juli 1979 in Sligo) begeisterte sich früh für Musik und Tanz. Die erste Band, in der er mitwirkte, war IOYOU, aus der später Westlife hervorging. Shane Filan gehört mit Mark Feehily zu den Leadsängern der Band. Bei einigen Titeln ist er als Co-Autor aufgeführt. Seit 2003 ist er mit Gillian Walsh verheiratet, die beiden haben eine Tochter und zwei Söhne.

- Kian Egan (Kian John Francis, * 29. April 1980 in Sligo) war ebenfalls Mitglied von IOYOU. Zum Sound der Band trägt er mit seiner markanten, rockigen Stimme bei. Außerdem spielte er bei Aufnahmen Klavier und Gitarre. Aus seiner Feder stammen die Songs Don't Let Me Go und When You Come Around. Seit 2011 ist er regelmäßig Juror bei „The Voice of Ireland“. Egan ist seit Mai 2009 mit der Schauspielerin Jodi Albert verheiratet. Die beiden haben drei Söhne. Im Dezember 2013 gewann Egan „I'm a Celebrity … Get Me Out of Here!“ Kurz danach unterschrieb er einen Musikvertrag bei Rhino Records bei Warner Music. Sein Debütalbum Home erschien am 14. März 2014.

- Mark Feehily (Markus Michael Patrick, * 28. Mai 1980 in Sligo) gehörte früher auch zu IOYOU. Mark outete sich 2005 als homosexuell. Er ist seit Anfang 2005 mit Kevin McDaid liiert, einem Mitglied der ehemaligen Band V. Anfang 2010 gaben die beiden ihre Verlobung bekannt. Ende 2011 trennten sich die beiden jedoch. Mark schrieb an mehreren Liedern mit, unter anderem Reach Out.

Ehemaliges Mitglied
- Brian McFadden (Brian Nícholas, * 12. April 1980 in Dublin) verließ am 9. März 2004 die Band, um mehr Zeit mit seiner Frau (Kerry Katona, von der er mittlerweile geschieden ist) und den beiden Kindern verbringen zu können. Inzwischen ist er als Solokünstler erfolgreich.

## Diskografie
Studioalben

| Jahr | Titel                | Höchstplatzierung, Gesamtwochen, AuszeichnungChartplatzierungen (Jahr, Titel, Platzierungen, Wochen, Auszeichnungen, Anmerkungen) | Höchstplatzierung, Gesamtwochen, AuszeichnungChartplatzierungen (Jahr, Titel, Platzierungen, Wochen, Auszeichnungen, Anmerkungen) | Höchstplatzierung, Gesamtwochen, AuszeichnungChartplatzierungen (Jahr, Titel, Platzierungen, Wochen, Auszeichnungen, Anmerkungen) | Höchstplatzierung, Gesamtwochen, AuszeichnungChartplatzierungen (Jahr, Titel, Platzierungen, Wochen, Auszeichnungen, Anmerkungen) | Höchstplatzierung, Gesamtwochen, AuszeichnungChartplatzierungen (Jahr, Titel, Platzierungen, Wochen, Auszeichnungen, Anmerkungen) | Höchstplatzierung, Gesamtwochen, AuszeichnungChartplatzierungen (Jahr, Titel, Platzierungen, Wochen, Auszeichnungen, Anmerkungen) | Anmerkungen                                                   |
| Jahr | Titel                | DE | AT | CH | UK | US | IE | Anmerkungen                                                   |
| ---- | -------------------- | --- | --- | --- | --- | --- | --- | ------------------------------------------------------------- |
| 1999 | Westlife             | DE55 (2 Wo.)DE | — | CH25 (3 Wo.)CH | UK2 ×5Fünffachplatin · (74 Wo.)UK                                                                                                 | US129 (17 Wo.)US | IE1 ×1313-fach-Platin · (62 Wo.)IE                                                                                                | Erstveröffentlichung: 1. November 1999 Verkäufe: + 3.255.000  |
| 2000 | Coast to Coast       | DE19 Gold · (50 Wo.)DE | AT59 (2 Wo.)AT | CH38 Gold · (35 Wo.)CH | UK1 ×6Sechsfachplatin · (29 Wo.)UK                                                                                                | — | IE1 ×7Siebenfachplatin · (45 Wo.)IE                                                                                               | Erstveröffentlichung: 6. November 2000 Verkäufe: + 2.745.000  |
| 2001 | World of Our Own     | DE8 Gold · (40 Wo.)DE | AT9 Gold · (30 Wo.)AT | CH19 Gold · (23 Wo.)CH | UK1 ×4Vierfachplatin · (35 Wo.)UK                                                                                                 | — | IE1 (46 Wo.)IE | Erstveröffentlichung: 12. November 2001 Verkäufe: + 2.170.000 |
| 2003 | Turnaround           | DE20 (16 Wo.)DE | AT42 (10 Wo.)AT | CH24 (11 Wo.)CH | UK1 ×2Doppelplatin · (21 Wo.)UK                                                                                                   | — | IE1 (18 Wo.)IE | Erstveröffentlichung: 24. November 2003 Verkäufe: + 1.005.000 |
| 2004 | Allow Us to Be Frank | DE30 (3 Wo.)DE | — | CH75 (2 Wo.)CH | UK3 ×2Doppelplatin · (12 Wo.)UK                                                                                                   | — | IE2 (17 Wo.)IE | Erstveröffentlichung: 8. November 2004 Verkäufe: + 600.000    |
| 2005 | Face to Face         | DE18 (13 Wo.)DE | — | CH14 (16 Wo.)CH | UK1 ×4Vierfachplatin · (23 Wo.)UK                                                                                                 | — | IE1 ×8Achtfachplatin · (30 Wo.)IE                                                                                                 | Erstveröffentlichung: 31. Oktober 2005 Verkäufe: + 1.300.000  |
| 2006 | The Love Album       | DE34 (4 Wo.)DE | AT49 (3 Wo.)AT | CH27 (9 Wo.)CH | UK1 ×3Dreifachplatin · (12 Wo.)UK                                                                                                 | — | IE1 ×10Zehnfachplatin · (22 Wo.)IE                                                                                                | Erstveröffentlichung: 24. November 2006 Verkäufe: + 1.070.000 |
| 2007 | Back Home            | DE45 (1 Wo.)DE | AT65 (1 Wo.)AT | CH19 (4 Wo.)CH | UK1 ×3Dreifachplatin · (21 Wo.)UK                                                                                                 | — | IE1 ×5Fünffachplatin · (42 Wo.)IE                                                                                                 | Erstveröffentlichung: 9. November 2007 Verkäufe: + 1.012.500  |
| 2009 | Where We Are         | DE42 (3 Wo.)DE | AT53 (1 Wo.)AT | CH25 (5 Wo.)CH | UK2 ×2Doppelplatin · (18 Wo.)UK                                                                                                   | — | IE2 ×3Dreifachplatin · (22 Wo.)IE                                                                                                 | Erstveröffentlichung: 30. November 2009 Verkäufe: + 672.500   |
| 2010 | Gravity              | — | — | CH50 (2 Wo.)CH | UK3 Platin · (7 Wo.)UK | — | IE1 ×2Doppelplatin · (37 Wo.)IE                                                                                                   | Erstveröffentlichung: 22. November 2010 Verkäufe: + 330.000   |
| 2019 | Spectrum             | DE69 (1 Wo.)DE | — | CH23 (1 Wo.)CH | UK1 Gold · (12 Wo.)UK | — | IE1 Platin · (14 Wo.)IE | Erstveröffentlichung: 15. November 2019 Verkäufe: + 115.000   |
| 2021 | Wild Dreams          | DE75 (1 Wo.)DE | — | CH71 (1 Wo.)CH | UK2 Gold · (8 Wo.)UK | — | IE2 (13 Wo.)IE | Erstveröffentlichung: 26. November 2021 Verkäufe: + 100.000   |

grau schraffiert: keine Chartdaten aus diesem Jahr verfügbar

## Tourneen
- 2001: Where Dreams Come True – Live in Dublin (DVD)
- 2002: World of Our Own
- 2003: Unbreakable – The Greatest Hits-Tour – Live in Manchester (DVD)
- 2004: Turn Around – Live in Stockholm (DVD)
- 2005: The Number Ones – Live in Sheffield (DVD)
- 2006: Face to Face – Live at Wembley in London (DVD)
- 2007: The Love Tour – Keine DVD vorhanden
- 2008: Back Home Tour
- 2008: Croke Park – Live at Croke Park Stadium in Dublin (DVD)
- 2010: Where We Are- Tour – Live at the O2 in London (DVD)
- 2011: Gravity-Tour – Keine DVD vorhanden
- 2012: Farewell/Greatest-Hits-Tour – Live at Croke Park in Dublin (DVD)
- 2019 20 years of Westlife Croke Park DVD